# Emisch und etisch
Die Begriffe emisch und etisch werden in vielen Sozialwissenschaften verwendet, um die unterschiedlichen Blickwinkel eines Beobachters menschlicher Verhaltens- und Denkweisen zu kennzeichnen, der entweder selbst Teil der untersuchten Gruppe ist (emische Perspektive) oder die Beobachtung als Außenstehender (etische Perspektive) vornimmt. In der Wissenschaft wird damit alternatives Herangehen sowie die Art der Datenerhebung beschrieben.

## Allgemeines
Der theoretische Ansatz einer „emischen“ Herangehensweise entstammte der Ethnolinguistik. Hier nimmt der Untersucher einen Standpunkt innerhalb eines Systems oder einer Kultur ein. Dieser Ansatz wurde auch auf die kulturvergleichende und interkulturelle Forschung übertragen.
In diesem Sinne greift das „Emische“ das einer Kultur Spezifische heraus, während als das „Etische“ alles gilt, was aus einem kulturvergleichenden Blickwinkel resultiert. Durch diese spezifische Untersuchungsart bleibt der emische Blickwinkel nicht neutral und lässt daher auch keinen kulturübergreifenden interkulturellen Vergleich zu. Ziel dieser Herangehensweise ist es, bestehende Strukturen und Merkmale innerhalb eines fremdkulturellen Umfelds zu untersuchen und zu verstehen.
Emisch bedeutet „mit den Augen eines Insiders“ einer Kultur oder eines Systems und bezeichnet eine Beschreibung, die in erster Linie aus Sicht eines Teilnehmers der untersuchten Kultur sinnvoll ist. Sie kann dementsprechend nicht neutral sein und soll es auch nicht. 
Eine etische Beschreibung ist dagegen die eines „Beobachters von außen“. Eine etische Beschreibung bezieht sich auf ein Referenzmodell und Vokabular, das vom Beobachter mit dem Anspruch entwickelt wurde, universell verwendbar und neutral zu sein. Ein Defizit dabei ist allerdings, dass durch diese Herangehensweise die kulturellen Besonder- und Eigenheiten in den meisten Untersuchungen nicht oder unzureichend erfasst werden können.
Ob man eine emische oder etische Perspektive zur Kulturanalyse einnimmt, hängt von theoretischen Vorentscheidungen ab. Beide Zugangsweisen liefern wichtige Erkenntnisse zu dem jeweiligen Kultursystem.

## Begriffsgeschichte
| Phonem, Phonem(at)ik (Phonologie)    | Phon, Phonetik   |
| Graphem, Graphem(at)ik               | Graph, Graphetik |
| Morphem, Morphem(at)ik (Morphologie) | Morph            |

Eingeführt wurden die Begriffe von dem amerikanischen Linguisten Kenneth Pike, der sie nach eigenen Angaben vom Begriffspaar Phonetik und Phonemik ableitete, da sich die dahinterstehende Herangehensweise von der Linguistik auf Sozialwissenschaften im Allgemeinen übertragen lasse. In der Linguistik betrifft die Unterscheidung einerseits die materiellen Eigenschaften (etisch) von sprachlichen Einheiten, andererseits die Eigenschaften, die im Sprachsystem (= langue) für das Funktionieren der Kommunikation entscheidend sind.